# デスクトップアプリケーション
デスクトップアプリケーション（英: desktop application）とは、コンピュータのデスクトップ環境上で動作するアプリケーションソフトウェアのことである。利用するためには、まずコンピュータにインストールする必要がある。

## 概要
クライアント端末へのインストール作業が不要で、Webブラウザさえあれば動作するWebアプリケーションとの対比でこう呼ばれ、紛らわしくないときは単に「アプリケーション」とも呼ばれる。
グラフィカルユーザーインターフェイス (GUI) を持つアプリケーションだけでなく、コマンドラインインターフェイス (CLI) のコンソールアプリケーションもデスクトップアプリケーションに分類される。
GUIを使用するデスクトップアプリケーションの開発用に、様々なウィジェット・ツールキット（GUIツールキット）が存在する。シンプルなダイアログベースのアプリケーションもあれば、ドキュメントを管理するのに適したSDI/MDI形式のアプリケーションなどもある。大規模なアプリケーションでは、MVCパターンやMVVMパターンに基づいてデータとGUIを階層的に分離して設計されることが多い。しかし、この設計手法はWebアプリケーションの開発でも広まりつつあるため、デスクトップアプリケーション固有のものではない。
Webアプリケーションの対義語としては、「ネイティブアプリケーション」という用語が使われることもある。
PC向けのデスクトップOS上で動作するものをデスクトップアプリケーション、スマートフォンなどのモバイル機器上で動作するものをモバイルアプリケーションと呼んで分類することもある。
他には、Microsoft Windowsにおいて、UWPアプリケーション（WinRTアプリケーション）との対比として、従来のWindows APIを利用したWin32アプリケーションは「デスクトップアプリケーション」と呼ばれている。